# Ricardo Bauleo
Ricardo Bauleo (Buenos Aires, 30 agosto 1940 – Buenos Aires, 24 aprile 2014) è stato un attore argentino di cinema, teatro e televisione.

## Biografia
Ha recitato in più di 50 film in quasi 50 anni di carriera. I suoi primi due film sono stati Canuto Cañete y los 40 ladrones (1964) e Canuto Cañete, detective privado (1965) con Carlitos Balá nel ruolo di protagonista.
Recitò anche in La Cigarra está que arde (1967), Attenta nel bosco (1967), Villa Cariño está que arde (1968), Il sangue delle Vergini (1967), La vida continúa (1969), Gitano (1970), Los mochileros (1970), Pilota di prova (1972), Yo gané el prode..y ¿Ud? (1973), La clinica del dottor Cureta (1987) e molti altri.
Partecipò ad alcuni programmi televisivi come Todos contra Juan, e dopo Storie del cuore con Virginia Lago. Nel 2013 il direttore di teatro José Maria Muscari convocò Bauleo per l'opera Postumos e negli ultimi mesi di vita recitò in La Boleta, prima opera di Andrés Paternostro.

## Superagenti
Bauleo fu protagonista con Victor Bó e Julio De Grazia in 9 film dei "Superagenti". Il primo film è La grande avventura (1974) seguito da La super, super avventura (1975), L'avventura esplosiva (1976), Superagenti bionici (1977), I superagenti e il tesoro maledetto (1977), I superagenti non si rompono (1979), L'avventura degli ombrelli assassini (1979), I superagenti contro tutti (1980), I superagenti e la grande avventura dell'oro (1980).
Nel 2008 ha ottenuto un piccolo ruolo ne I superagenti, nuova generazione.

## Morte
Morto all'età di 73 anni, il 24 aprile 2014 a Buenos Aires, nella Casa del Teatro dove risiedeva.

## Filmografia

### Cinema
- La novia, regia di Ernesto Arancibia (1962)
- Canuto Cañete y los 40 ladrones, regia di Leo Fleider (1964)
- Canuto Cañete, detective privado, regia di Leo Fleider (1965)

- Ahorro y préstamo... para el amor, regia di Leo Fleider (1965)
- Dos quijotes sobre ruedas, regia di Emilio Vieyra (1966)
- Escala musical, regia di Leo Fleider (1966)
- ¡Al diablo con este cura!, regia di Carlos Rinaldi (1967)
- La Cigarra está que arde, regia di Lucas Demare (1967)
- Placer sangriento, regia di Emilio Vieyra (1967)
- Il sangue delle vergini (Sangre de vírgenes), regia di Emilio Vieyra (1967)
- Destino para dos, regia di Alberto Dubois (1968)
- Villa Cariño está que arde, regia di Emilio Vieyra (1968)
- El novicio rebelde, regia di Julio Saraceni (1968)
- El derecho de gozar, regia di Leo Kanaf (1968)
- La venganza del sexo, regia di Emilio Vieyra e Jerald Intrator (1969)
- La vida continúa, regia di Emilio Vieyra (1969)
- Cautiva en la selva, regia di Leo Fleider (1969)
- Gitano, regia di Emilio Vieyra (1970)
- Los mochileros, regia di Emilio Vieyra (1970)

### Televisione (parziale)
- La voce del Signore (El día que me quieras) - telenovela (1994)
- No hay 2 sin 3 (2004-2005)
- Palermo Hollywood Hotel - serial TV (2006)